# Tomb Raider (filme)
Tomb Raider (prt: Tomb Raider: O Começo; bra: Tomb Raider: A Origem) é um filme de ação e aventura americano de 2018, dirigido por Roar Uthaug e escrito por Genebra Robertson-Dworet e Alastair Siddons, a partir de uma história de Evan Daugherty e Robertson-Dworet, baseado no jogo eletrônico de mesmo nome da Crystal Dynamics de 2013, incluindo elementos de sua sequência, sendo um reboot da franquia Tomb Raider. Produzido pela Metro-Goldwyn-Mayer, Warner Bros. Pictures, GK Films e Square Enix e distribuído pela Warner Bros. Pictures, é protagonizado por Alicia Vikander, Walton Goggins, Daniel Wu e Dominic West.
As filmagens ocorreram entre janeiro e junho de 2017 nos estúdios da Warner Bros. no Reino Unido e na Cidade do Cabo, na África do Sul. Cenas adicionais de Lara Croft jovem foram gravadas na casa de campo Wilton House, localizada no condado de Wiltshire, sudoeste da Inglaterra.
A pré-estreia de Tomb Raider ocorreu no dia 2 de março de 2018 em Berlim. Estreou no Reino Unido em 14 de março de 2018, chegando ao Brasil e em Portugal no dia seguinte. Foi lançado nos Estados Unidos em 15 de março de 2018 nos formatos convencional, RealD 3D, IMAX e IMAX 3D, sendo o primeiro título da série de filmes a não ser distribuído pela Paramount Pictures. Recebeu críticas mistas, destacando-se as performances do elenco, em especial Vikander, e o tom realístico adotado no reboot, enquanto a história, o ritmo e a direção foram recebidas de forma negativa. O desempenho de Vikander como Lara Croft obteve uma recepção polarizada, com alguns a descrevendo como uma "heroína capaz, poderosa e não-objetificada", enquanto outros a rotularam como um "saco de pancadas" que se "recupera rapidamente de lesões". Croft também foi classificada como uma heroína monótona. Arrecadou mais de US$ 273 milhões mundialmente, superando o segundo filme das duas produções estreladas por Angelina Jolie, que totalizou pouco mais de US$ 156 milhões em 2003.
Junto com Rampage: Destruição Total, lançado no mesmo ano, é um dos filmes baseados em videogame mais bem-recebidos pela crítica.

## Enredo
O filme acompanha a trajetória da herdeira que é filha de pai desaparecido e faz entregas de bicicleta em Londres. Ao tentar esclarecer o desaparecimento do pai, decide deixar tudo para trás a fim de ir ao último lugar aonde ele foi, no mar do Japão, e começa uma aventura perigosa.

## Elenco
- Alicia Vikander como Lara Croft[13]
  - Maisy De Freitas como Lara, 7 anos.
  - Emily Carey como Lara, de 14 anos.
- Dominic West como Lord Richard Croft,[14] pai arqueólogo de Lara.
- Walton Goggins como Padre Mathias Vogel,[15] um arqueólogo rival de Richard Croft e membro da Trinity, uma organização sombria.
- Daniel Wu como Lu Ren,[16] o capitão de navio que ajuda Lara a procurar seu pai.
- Kristin Scott Thomas como Ana Miller, associada da empresa de Richard Croft, Croft Holdings.
- Derek Jacobi como Sr. Yaffe, associado da Croft Holdings.
- Nick Frost como Alan, dono de uma loja de penhores.
- Jaime Winstone como Pamela, esposa de Alan.
- Hannah John-Kamen como Sophie,[17] amiga de Lara.

Além disso, Antonio Aakeel interpreta o amigo de Lara, Nitin. Duncan Airlie James interpreta Terry, um operador de clube de artes marciais mistas. Josef Altin interpreta o chefe de Lara, Bruce, Billy Postlethwaite e Roger Nsengiyumva aparecem como Bill e Rog, colegas de trabalho e oponentes de Lara na corrida, e Michael Obiora interpreta Baxter, o recepcionista da Croft Holdings.

## Produção
Em 2011, a GK Films adquiriu os direitos do filme planejando lançar uma reinicialização da história de origem. Darrell Gallagher, o chefe da Crystal Dynamics, revelou à Variety que o filme é centrado em um Lara mais jovem. Em 27 de março de 2013, foi anunciado que haveria uma parceria para produzir o filme, com a Metro-Goldwyn-Mayer e a GK Films. Graham King, fundador do último, serviria como produtor e o desenvolvimento do primeiro filme começaria imediatamente. Em 12 de junho de 2013, a MGM escolheu Marti Noxon para escrever o roteiro. Em 25 de fevereiro de 2015, o Deadline informou que a Warner Bros. se uniria à MGM para fazer o filme e que Evan Daugherty escreveria o roteiro. Em 17 de novembro de 2015, o diretor norueguês Roar Uthaug entrou no projeto para dirigir o primeiro filme da nova franquia, enquanto Genebra Robertson-Dworet também foi contratada para escrever o roteiro do filme, no qual Mark Fergus e Hawk Ostby também trabalharam. Em março de 2016, o diretor confirmou que o filme seria baseado no jogo eletrônico de 2013, partindo de sua história de origem. Em 10 de março de 2016, o Deadline informou que a WB e a MGM estavam procurando por uma atriz para o papel principal e que a atriz Daisy Ridley, que estrelou Star Wars: The Force Awakens, estava na lista de possíveis atrizes. Mais tarde, em 28 de abril, o The Hollywood Reporter confirmou que Alicia Vikander tinha assinado para atuar no papel principal no filme. Em 7 de dezembro de 2016, foi relatado que Walton Goggins tinha sido escalado para interpretar o antagonista do filme. Goggins descreveu o enredo como um "encontro de Raiders of the Lost Ark com o livro Victory: An Island Tale de Joseph Conrad". Em 11 de janeiro de 2017, a Variety informou que Daniel Wu foi escalado no elenco como Lu Ren, um capitão que unirá forças com a aventureira Lara Croft na busca pelo seu pai. Em 27 de janeiro de 2017, Dominic West foi anunciado no papel do Lord Richard Croft, o arqueólogo e falecido pai de Lara. Em abril de 2017, Hannah John-Kamen também se uniu ao elenco do filme. Em junho de 2017, o ator britânico Antonio Aakeel se também se juntou ao elenco, interpretando o personagem Nitin, amigo de Croft.
As filmagens tiveram início em 23 de janeiro de 2017 na Cidade do Cabo, África do Sul, e foram concluídas em 9 de junho de 2017 na Warner Bros. Studios, em Leavesden.

## Lançamento
Tomb Raider foi lançado no dia 16 de março de 2018, pela Warner Bros. Pictures. O filme também recebeu uma versão em IMAX 3D.

## Recepção

### Crítica
O filme recebeu avaliações variadas da crítica especializada. No site agregador Rotten Tomatoes, Tomb Raider possui um índice de aprovação de 49% baseado em 171 resenhas, com uma nota geral media de 5,3 (de 10). O consenso no site é: "O reboot da franquia Tomb Raider tem uma abordagem mais pé no chão e uma protagonista que se encaixa melhor no projeto — mas nada disso funciona devido a uma história de origem não inspirada". No site Metacritic a nota do filme ficou em 46 (de 100), baseado em 44 críticas, indicando "avaliação mista ou regular".

## Futuro
Em abril de 2019, a sequela foi anunciada com Amy Jump a escrever o guião.
Adrian Askarieh disse em uma entrevista da IGN que poderia supervisionar uma série de filmes em um universo compartilhado com Just Cause, Hitman, Tomb Raider, Deus Ex e Thief.